# Marrubium

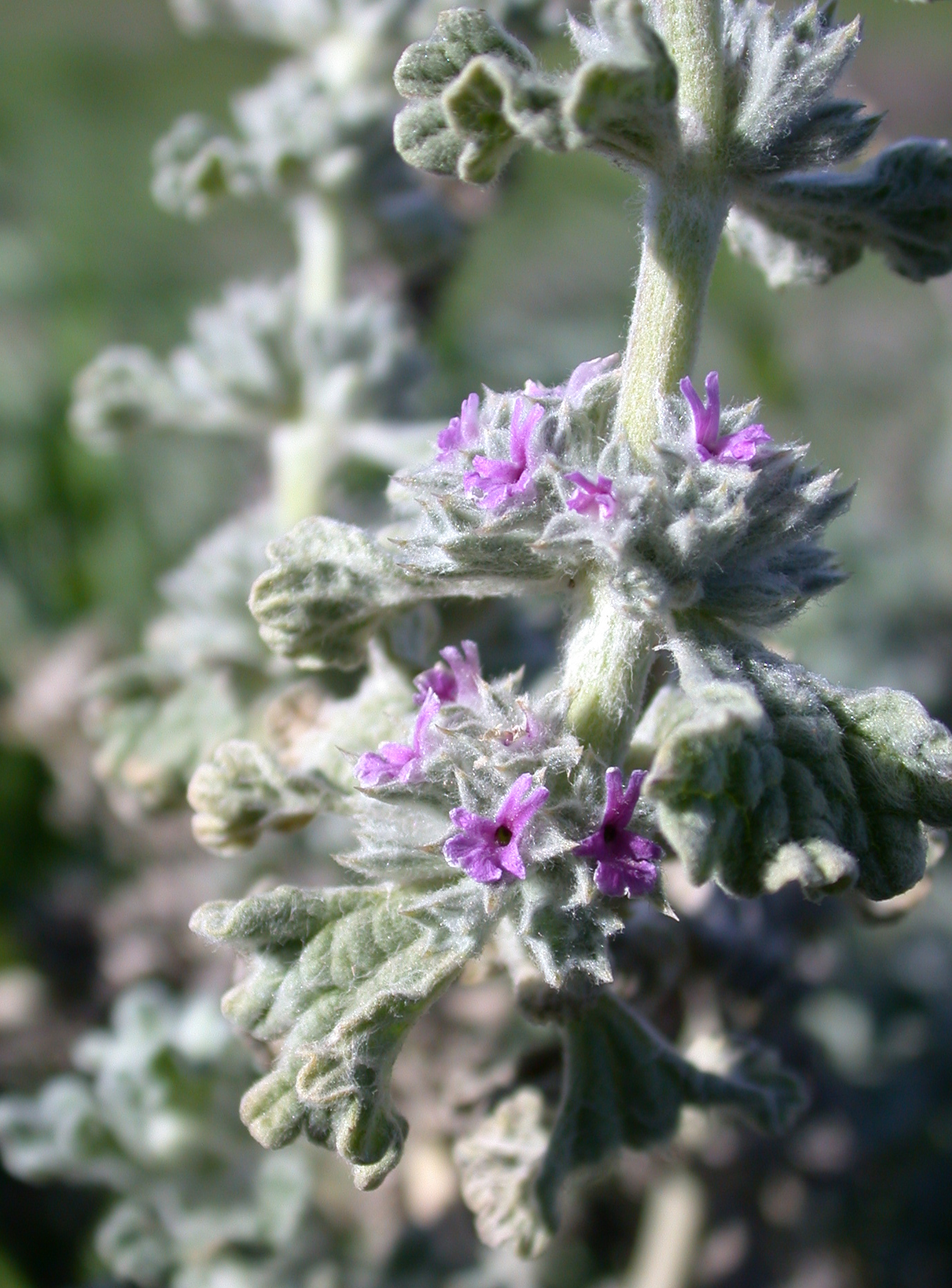
Un ejemplo de Marrubium: Marrubium alysson, detalle de los verticilastros.

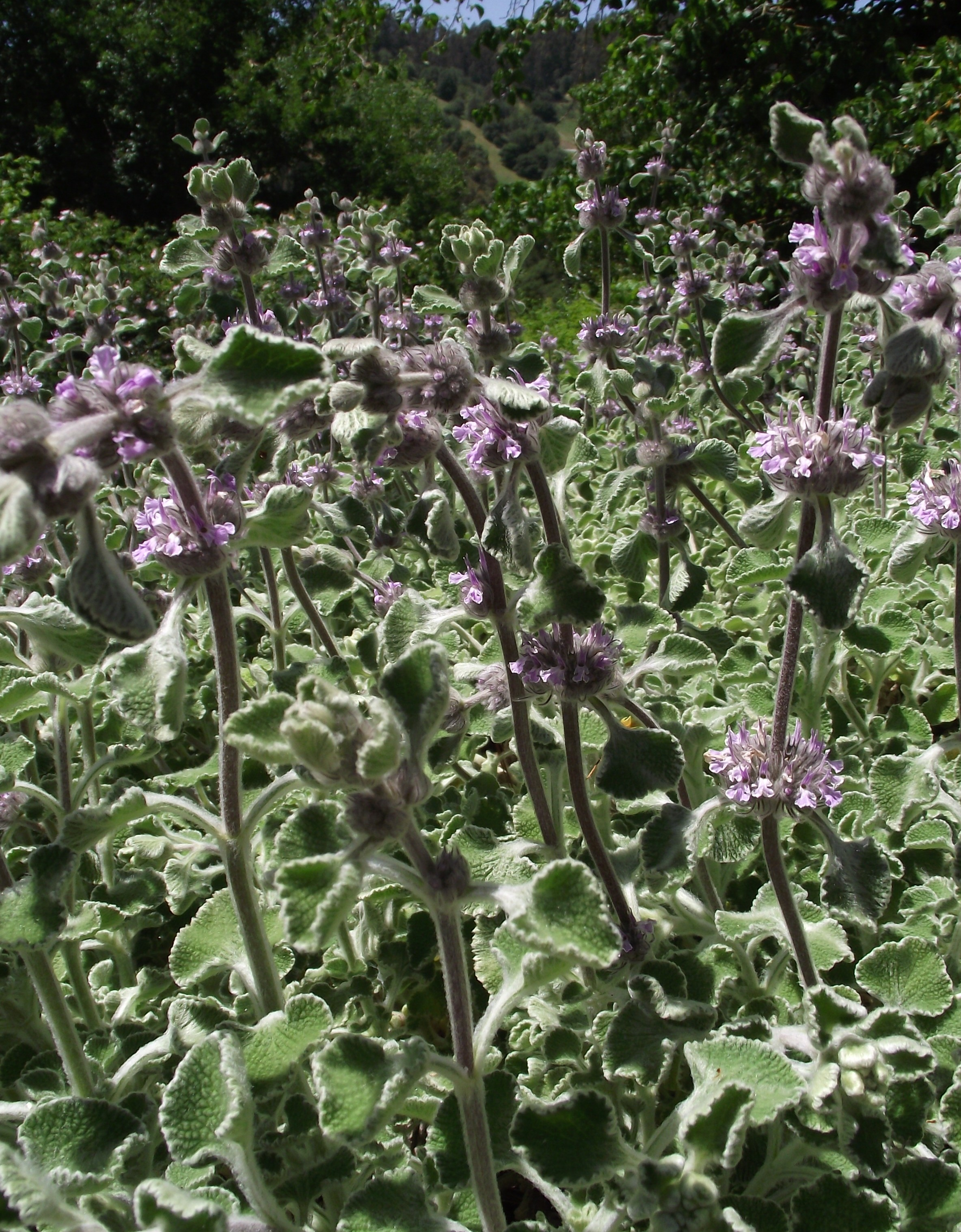
Otro ejemplo de Marrubium: Marrubium supinum.

Marrubium es un género de plantas de la familia Lamiaceae con unas 50 especies aceptadas de las 180 descritas.

## Descripción
Son plantas perennes, sufruticosas, algo leñosas en la base del tallo, que es de sección redondeada o cuadrangular, con indumento más o menos denso, de grisáceo a blanquecino. Las hojas son pecioladas, ovadas, orbiculares, subtriangulares o flabeladas, de dentadas a lobuladas, con nervadura marcada e indumento denso, tomentoso. Las inflorescencias se organizan en verticilastros separados, más o menos globosos. El cáliz de las flores es tubular, con 5-10 dientes, rectos o ganchudos, espinescentes y la corola es bilabiada, con labio superior bífido, erecto, y el inferior trilobulado. Los estambres están incluidos en el tubo de la corola, los inferiores más largos, con filamentos muy cortos y el estigma bífido, también incluido en el tubo. Los frutos son tetranúculas de mericarpos ovoideo-elipsoides trígonas, a veces granulosos y pelosos en la parte dorsal oy/o basal, de color negruzco.

## Distribución
El género es originario de Macaronesia y de las regiones templadas de Eurasia. Ciertas especies tienen una amplia repartición geográfica, debido a la dispersión epizoócora de sus semillas, por ejemplo Marrubium vulgare, especie prácticamente cosmopólita hoy día.

## Fitoquímica
La especie tipo más estudiada ha sido Marrubium vulgare. 

### Aceite esencial
El análisis por cromatografía de gases acoplado a masas (GC-MS) realizado por Michalak et al (2024) mostró que los principales componentes del aceite esencial son E-cariofileno (35.7%), germacreno D (25.2%) y biciclogermacreno (10.6%).

### Compuestos fenólicos
El extracto de etanol/agua reveló la presencia de fenilpropanoides (ácido siríngico, ácido ferúlico), ácidos fenólicos (siendo el más abundante ácido protocatéquico) y taninos (Michalak et al; 2024). El estudio de Aćimović, M. et al. (2020) también evidenció la presencia de umbeliferona, aesculina, ácido gálico, ácido gentísico, ácido rosmarínico, ácido clorogénico y ácido p-hidroxibenzoico.
El acteósido se aisló de M. vulgare mientras que el alisonósido toma su nombre de M. allyson. Otra especie estudiada, M. velutinum presentó tres nuevos ésteres feniletanoides y propanoides glucosídicos llamados velutiósidos I - III 
| Velutinósidos |                             |
| Velutinósidos | Glicósidos fenilpropanoides |

### Flavonoides
El perfil de flavonoides libres más comunes son la rutina, catequina, quercetina, naringenina, naringina, crisoeriol, diosmetina y ladaneína Aćimović, M. et al. (2020).  
Adicionalmente se han reportado flavonoides glucosilados con variados perfiles de glucosilación de apigenina, acacetina y
luteolina Aćimović, M. et al. (2020).

### Diterpenos
Un perfil fitoquímico característico de la mayoría de las especies de Marrubium es la presencia de diversos labdanos (aproximadamente más 60 compuestos) tipo 19,6-labdanólido y 14-labden-19,6-ólido, como las cileninas (de M. cylleneum), las velutinas (de M. velutinum), tesalinas (de M. thessalum)y las marrubinonas (de M. astracanicum) 
|            |            |            |               |
| Cilenina A | Velutina A | Tesalina A | Marrubinona A |

También presentan labdanofuranos como la anatoliona (de M. parviflorum) y la peregrinona (de M. peregrinum y M. incanum). 
|            |             |
| Anatoliona | Peregrinona |

## Especies aceptadas
- Marrubium alyssoides Pomel
- Marrubium alysson L.
- Marrubium anisodon K.Koch
- Marrubium aschersonii Magnus
- Marrubium astracanicum Jacq.
- Marrubium atlanticum Batt.
- Marrubium ayardii Maire
- Marrubium × bastetanum Coincy
- Marrubium bourgaei Boiss.
- Marrubium catariifolium Desr.
- Marrubium cephalanthum Boiss. & Noë
- Marrubium cordatum Nábelek
- Marrubium crassidens Boiss.
- Marrubium cuneatum Banks & Sol.
- Marrubium cylleneum Boiss. & Heldr.
- Marrubium depauperatum Boiss. & Balansa
- Marrubium duabense Murata
- Marrubium echinatum Ball
- Marrubium eriocephalum Seybold
- Marrubium friwaldskyanum Boiss.
- Marrubium glechomifolium Freyn & Conrath
- Marrubium globosum Montbret & Aucher ex Benth.
- Marrubium heterocladum Emb. & Maire
- Marrubium heterodon (Benth.) Boiss. & Balansa
- Marrubium hierapolitanum Mouterde
- Marrubium incanum Desr.
- Marrubium leonuroides Desr.
- Marrubium litardierei Marmey
- Marrubium lutescens Boiss. & Heldr.
- Marrubium multibracteatum Humbert & Maire
- Marrubium × paniculatum Desr.
- Marrubium parviflorum Fisch. C.A.Mey.
- Marrubium peregrinum L.
- Marrubium persicum C.A.Mey.
- Marrubium pestalozzae Boiss.
- Marrubium plumosum C.A.Mey.
- Marrubium procerum Bunge
- Marrubium propinquum Fisch. & C.A.Mey.
- Marrubium rotundifolium Boiss.
- Marrubium supinum L.
- Marrubium thessalum Boiss. & Heldr.
- Marrubium trachyticum Boiss.
- Marrubium vanense Hub.-Mor.
- Marrubium velutinum Sm.
- Marrubium vulcanicum Hub.-Mor.
- Marrubium vulgare L.
- Marrubium werneri Maire

Lista completa de las especies y taxones infraespecificos descritos, con sinónimos y taxones sin resolver en The Plant List

### Especies presentes en la península ibérica
En la península ibérica el género está representado por solo 3 especies y un híbrido:
M.alysson, M. supinum, M.vulgare y M. supinum × M. vulgare.
Clave dicotómica para las especies ibéricas
- Cáliz con 6-12 dientes de ápice ganchudo; corola blanquecina o crema > M. vulgare
- Cáliz con 5 dientes; corola crema o purpúrea:

- Cáliz con dientes rigidos y patentes cuando maduro; corola purpúrea > M. alysson
- Cáliz con dientes no rigidos y erectos o algo curvados cuando maduro; corola purpúrea o blanquecina > M. supinum

## Sinonimia
- Padota Adans., 1763
- Atirbesia Raf., 1840
- Maropsis Pomel, 1874[14]

## Propiedades farmacológicas
Ciertas especies del género han sido tradicionalmente utilizadas contra una infinidad de dolencias, por ejemplo y en particular M. vulgare; otras, como M. alysson, están actualmente en proceso de evaluación por sus posibles efectos positivos contra viruses, bacterias y, sobre todo, carcinomas humanos, en particular cerebral y pectoral.